# Дуб перемоги під Грюнвальдом
Дуб перемо́ги під Грюнва́льдом — ботанічна пам'ятка природи місцевого значення в Україні. Розташована в межах Перемишлянського району Львівської області, в селі Свірж (неподалік від Свірзького замку). 
Статус надано згідно з рішенням Львівської обласної ради від 14.07.2011 року № 206. Перебуває у віданні  Свірзької сільської ради. 
Статус надано з метою збереження вікового дуба.